# هرنج
هرنج، روستایی از توابع بخش مرکزی شهرستان طالقان در استان البرز ایران است.
این روستا که در ۶ هزارگزی شمال طالقان واقع شده، جایی است کوهستانی و سردسیر که از چشمه‌سارها و رودخانه محلی مشروب می‌شود. تنها هرنجی‌ها و کسانی که با خانواده‌های هرنجی وصلت می‌کنند اجازهٔ خرید زمین در این روستا را دارند و یکی از دلایلی که این روستای کوهستانی دارای طبیعتی بکر و دست نخورده است، وجود این قانون است.

## نام
هرنج در کتاب لغات به معنای دهانه قنات است و از آنجایی که در گذشته‌های دور در نزدیکی این روستا قناتی وجود داشت که ساکنان آب شرب خود را ازآن تامین می‌کردند، این روستا هرنج نام گرفته است. البته افراد محلی وجه تسمیه دیگری برای این روستا دارندکه حاکی از آن است که این روستا در گذشته هرگنج یعنی محلی که هرجایش ارزش گنج دارد، نامیده می‌شده است.

## آب و هوا
روستای کوهستانی هرنج دارای طبیعتی بکر و دست نخورده میباشد. به دلیل زمستان های سخت، بهار و تابستان بهترین زمان برای برای سفر به هرنج است.

## جمعیت تغییرپذیر
این روستا در دهستان میان طالقان قرار داشته و براساس سرشماری سال 1395، جمعیت آن ۵۸۲ نفر (۲۰۲ خانوار) بوده‌است. جمعیت هرنج بسیار شناور است، تلاش‌هایی در جهت فرایند گاز کشی به این روستا در حال انجام است اما در حال حاضر تنها ۵ درصد منازل به این مهم دست یافته‌اند و به دلیل زمستان‌های سرد و خشک جمعیت این روستا در این فصل به شدت کاهش میابد و در فصل تابستان به بیشترین حد خود می‌رسد.

## زبان
در هرنج طالقان زبان تاتی رایج است. اما به دلیل اینکه شغل و محل اصلی سکونت اکثریت اهالی در تهران و کرج است، زبان این روستا تحت تأثیر نسل جدید، دستخوش تغییر شده و آن گویش خاص و اصیل فقط از زبان کهن سالان و تعداد بسیار ناچیزی از جوانان شنیده می‌شود.

## اقتصاد و محصولات
درآمد افرادی که در هرنج سکونت مداوم دارند بیشتر یا از راه دامداری و دامپروری است یا مشغول به کاری دولتی یا آزاد در شهرک طالقان هستند. اما اکثریت جمعیت این روستا در تهران و کرج مشغول کار هستند. محصول عمدهٔ روستای هرنج، غله، یونجه و میوه از جمله گردو، آلبالو، گلابی، گیلاس و سیب است که میوه‌ها بیشتر برای مصارف شخصی استفاده می‌شود.

## آثار تاریخی
قلعه منصور طالقان مربوط به دوران‌ تاریخی پس از اسلام و در این روستا واقع شده است. این اثر در تاریخ ۱۱ شهریور ۱۳۸۲ با شمارهٔ ثبت ۹۹۱۰ به‌عنوان یکی از آثار ملی ایران به ثبت رسید.
همچنین قلعه کیقباد مربوط به سدهٔ ۴ و ۵ ه.ق در این روستا واقع شده است. این اثر هم در تاریخ ۱۲ بهمن ۱۳۸۱ با شمارهٔ ثبت ۷۰۸۰ به‌عنوان یکی از آثار ملی ایران به ثبت رسید.